# آنا بونایووتو
آنا بونایووتو (ایتالیایی: Anna Bonaiuto؛ زادهٔ ۲۸ ژانویهٔ ۱۹۵۰) بازیگر اهل ایتالیا است.
از فیلم‌ها یا برنامه‌های تلویزیونی که وی در آن نقش داشته است، می‌توان به دکتر زنان دوجانبه، عشق پردردسر، ایل دیوو، ایل پوستینو: پستچی، برادرم تنها فرزند است، سیاه و سفید، جووانی فالکونه، شهردار، شوپن و خواهران و برادران اشاره کرد.

## جوایز
- جایزه انجمن ملی فیلم ایتالیا بهترین بازیگر زن (۱۹۹۶)
- جایزه دیوید دی دوناتلو بهترین بازیگر زن (۱۹۹۵)